# Xanthodexia semipicta
Xanthodexia semipicta är en tvåvingeart som först beskrevs av Walker 1853.  Xanthodexia semipicta ingår i släktet Xanthodexia och familjen parasitflugor. Inga underarter finns listade i Catalogue of Life.